# يو شيغوي
يو شيغوي (بالصينية: 叶楚贵) (8 سبتمبر 1994 في الصين - ) هو لاعب كرة قدم صيني في مركز الوسط. لعب مع نادي غوانغجو آر أند إف وGuangdong South China Tiger F.C. ‏.

## وصلات خارجية
- يو شيغوي على موقع قاعدة بيانات كرة القدم.إي يو (الإنجليزية)
- يو شيغوي على موقع Soccerway.com (الإنجليزية)